# São Bento Grande de Angola
Toque de São Bento Grande de Angola é um toque de capoeira utilizado no jogo de Angola, é tocado com o berimbau viola e fazendo repiques.
Há grupos de capoeira que usam o toque São Bento Grande de Angola para jogar a capoeira regional, um jogo rapido e de floreios.
São Bento Grande de Angola seria o mesmo que a capoeiragem do tempo dos escravos, apenas assim denominada e talvez com algumas modificações. Capoeira de Angola, como também é conhecida, é um jogo onde predominam rasteiras e cabeçadas.
É um jogo lento e cheio de armadilhas. Geralmente costuma ser um jogo baixo, com bastante movimentos próximos ao chão.
O toque São Bento Grande de Angola e caracterizado pela seguinte sequencia de toques e batidas no berimbau: Duas batidas chiadas ou semi presas, uma batida presa e duas batidas soltas. Caracterizando txi txi, tin, don don.